# Yaiba
Yaiba (cách điệu Y∀IBA) là tác phẩm của mangaka Aoyama Gōshō (tác giả của Thám tử lừng danh Conan), thuộc thể loại shōnen manga, được đăng trên tạp chí Shōnen Sunday của nhà xuất bản Shogakukan. từ số 39 (năm 1988) cho đến số 50 (năm 1993), tổng cộng khi xuất bản thành 24 tập (tập đơn). Nó cũng được in thành bộ gồm 12 tập (tập đôi). "Yaiba" đã nhận được giải thưởng về manga lần thứ 38 của nhà xuất bản Shogakukan vào năm 1993.. Đây là bộ truyện tranh mang đầy yếu tố hoang đường pha chút hài hước, đâu đó độc giả phát hiện mang nội dung của hai nhân vật trong truyền thuyết: Phong Vân.

## Nội dung
Đây là một câu chuyện hài hước, vui nhộn về một samurai trẻ mang tên Kurogane Yaiba. Yaiba sống với cha, Kenjurou, trong rừng. Một ngày nọ, khi Yaiba đang ăn, một đàn khỉ đột xông đến tấn công 2 cha con cậu. Yaiba và cha trốn thoát và trốn vào trong một cái hộp, nhưng họ không hề biết rằng cái hộp đó chứa đầy quả thơm và đang được chuẩn bị đem vào thành phố. Trong thành phố, Yaiba được biết rằng cậu là một chiến binh huyền thoại và phải chiến đấu chống lại tên yêu ma có hình dạng của một học sinh mang tên Takeshi.
"Yaiba" đã được chuyển thể thành một series anime được trình chiếu hơn 50 kỳ, và bao gồm những chuyến phiêu lưu mạo hiểm mà Yaiba đã trải qua trong vài tập đầu tiên trong truyện tranh. Câu chuyện bắt đầu khi Yaiba tập luyện để trở thành một samurai trong khu rừng già với cha và hai người bạn động vật, Kagetora and Shonosuke. Khi đến thời điểm thích hợp, cha của Yaiba thông báo rằng cậu đã sẵn sàng trở lại Nhật Bản và hướng dẫn cậu tìm một người bạn cũ và đồng thời cũng là đối thủ cạnh tranh của ông, đó là cha của Sayaka.
Những người mà Yaiba gặp trong suốt chuyến hành trình trở thành một samurai chân chính đã cổ vũ cho cậu rất nhiệt tình, tập luyện cho cậu hoặc giúp cho cậu hiểu rõ hơn về sự cao thượng, mặc dù bản chất cậu vẫn chỉ là một cậu bé, thế nhưng Yaiba có khả năng dùng kiếm phi thường và điều đó rất tương đồng với lòng tốt của cậu đối với bạn bè. Mặc dù Yaiba thường "nhảy trước khi nhìn" và sự khờ khạo của cậu có thể khiến cho những đồng minh tiềm ẩn của cậu biến thành kẻ thù, nhưng sau đó những người bạn của cậu có thể sẽ cứu vãn được tình hình. Cái nhóm không hứa hẹn gì này dấn thân vào một loạt những chuyến phiêu lưu lạ thường nơi họ gặp những nhân vật truyền thuyết trong lịch sử Nhật Bản, và cuối cùng vượt qua những sự chênh lệch tưởng chừng như không thể, và đặt mọi thứ vào khuôn khổ để cứu Trái Đất khỏi sự đe dọa từ kẻ không thuộc về thế giới này. Đây là câu chuyện về tình yêu, tình bạn, chăm chỉ rèn luyện và không bao giờ bỏ cuộc.
Nội dung truyện mang đầy tính nhân văn, khi mà Takeshi từ một ác quỷ trở thành một học sinh bình thường. Dù qua bao nhiêu cuộc chiến tàn khốc với Yaiba, cuối cùng Takeshi vẫn là một cậu học sinh và kết thúc truyện khi trở về bình thường, cả hai vẫn là bạn chung lớp và vẫn học chung một trường.

## Nhân vật chính

### Kurogane Yaiba
Kurogane Yaiba (鉄 刃 Thiết Nhận) là nhân vật chính của manga này. Cậu là hiện thân của Thiên Lôi, và về sau cậu giành được quả cầu của con Rồng truyền thuyết. Từ khi cậu chiến đấu thiếu quả cầu sấm sét trong cái hốc của cây kiếm Thiên Lôi của mình, số phận cậu đã được định đoạt là thuộc sở hữu của người chủ thanh gươm, người đã chặt sừng của Onimaru. Ngoài khả năng dùng gươm và những cảm nhận sắc bén, cậu cũng có thể trò chuyện với các loài động vật. 
Thanh gươm của Yaiba, "Raijin-no-Ken" (thanh gươm của Thiên Lôi), có một quả cầu ở bên trong được đánh dấu với dấu hiệu "Kanji" của Thiên Lôi. Trong suốt chuyến phiêu lưu ở Nhật Bản, Yaiba tìm ra được vài quả cầu trong khi đi tìm những quả cầu của Rồng, các quả cầu ấy như sau:
1. Nước: quả cầu này cho phép Yaiba điều khiển nước bằng cách lắc lắc thanh gươm và bắn nước ra từ đầu thanh gươm.
2. Lửa: quả cầu này cho phép Yaiba bắn những quả cầu lửa từ thanh gươm của cậu.
3. Thay đổi: cho phép Yaiba biến thành người khác hoặc vật khác. Cậu kiếm được quả cầu này từ Tanuki (một loại chồn).
4. Phép phóng đại: khiến cho Yaiba biến thành khổng lồ. Lần đầu tiên sử dụng quả cầu này, cậu biến thành khổng lồ đủ để vượt qua cả bầu khí quyển. Tuy nhiên khi quả cầu hết hiệu lực, nó chuyển sang màu đen và Yaiba bị kiệt sức bởi vì cậu đã quá giới hạn chịu đựng. cần phải có thời gian để quả cầu nạp lại năng lượng trước khi Yaiba dùng nó trở lại.
5. Bóng tối/khoảng không: quả cầu này là nguy hiểm nhất trong tất cả. Nó có thể hút bất cứ thứ gì trên đường đi của nó bao gồm cả người sử dụng như là một hành động trong lúc khốn cùng. Khi Yaiba dùng nó lần đầu tiên, cậu bị hút vào trong quả cầu cùng với Jubei. Nhưng họ đã thoát ra ngoài thành công.
6. Băng tuyết: quả cầu này cho phép Yaiba bắn tuyết từ đầu thanh gươm. Nó cũng cho phép cậu làm đóng băng nước thành đá.
7. Quả cầu của Rồng: quả cầu này chứa tất cả các sức mạnh của 6 quả cầu trên, từ Nước cho đến Bóng Tối. Mỗi khi cậu dùng quả cầu này, thanh Thiên Lôi Kiếm thay đổi hình dạng của nó, chuyển thành thanh gươm của Rồng. Điều này cũng xảy ra khi cậu dùng quả cầu trên thanh Phong Quỷ Kiếm của Onimaru Takeshi khi thanh Thiên Lôi Kiếm bị Kaguya-hime nuốt mất. Quả cầu có 3 năng lực:

- Yaiba có thể bay khi nắm giữ thanh gươm.
- Nó có thể tạo ra lá chắn năng lượng rất mạnh có thể chặn cả tên lửa.
- Cậu có thể gọi Rồng bằng cách kích hoạt tất cả các quả cầu, bao gồm cả quả cầu của Rồng để mở ra sức mạnh cực đại của nó.

Trong một thời gian, Yaiba chiến đấu mà chẳng có quả cầu nào cả. Trong khi điều này khiến cậu dễ bị thương bởi vì cậu không có sự trợ giúp thần kì nào, nó cũng giúp cậu thành thạo hơn vài kỹ thuật khác như: tuyệt chiêu "Yaiba Senpuuken", hoặc "Thanh gươm bão tố của Yaiba", khi cậu xoay vòng thanh gươm như một cái lưỡi cắt cỏ bằng cách xoay tròn nó trên những ngón tay của mình trong cái lỗ thường để nhét quả cầu; tuyệt chiêu "Kaminari giri" của Yaiba khi cậu thực hiện một nhát chém xuống hình zigzag; và cuối cùng là tuyệt chiêu "Kazaguruma" khi cậu thực hiện một sự chuyển động thẳng đứng của toàn thân trong không khí bằng cách kẹp thanh gươm của mình vào giữa hai chân sau đó dùng quán tính để tạo ra một hiệu ứng lưỡi cưa.
Cần chú ý rằng có một tuyệt chiêu khác nữa, được gọi là "Phong Lôi Lãng" (Cơn Sóng của Gió và Sấm Sét). Tuyệt chiêu này chỉ có thể thực hiện chung với Onimaru Takeshi, vì cần cả hai thanh Thiên Lôi Kiếm và Phong Quỷ Kiếm để thực hiện tuyệt chiêu. Đây là kết quả sự kết hợp giữa tuyệt chiêu của Yaiba - "Cú nổ Sấm Sét" và nhát chém Phong Quỷ đã được cải tiến của Takeshi – "Máy cưa bão táp". Họ dùng tuyệt chiêu này để chống lại Kaguya-hime.

### Mine Sayaka
Mine Sayaka (峰 さやか Phong Sayaka) là nhân vật chính thứ hai trong "Yaiba" và là người mà Yaiba yêu mến. Ban đầu cô không có ý định tham gia chuyến đi của Yaiba, và khi tỉnh dậy cô nhận thấy mình bị trói chung với Kagetora còn Yaiba thì đang tiến đến thanh Thiên Lôi Kiếm. Sau đó mọi chuyện được khám phá ra rằng cô là hiện thân của Thiếu nữ Rồng (hoặc long công chúa), chìa khóa đến hình dáng thật sự của Kaguya.

### Onimaru Takeshi
Onimaru Takeshi (鬼丸猛 Quỷ Hoàn Mãnh) là địch thủ đầu tiên của Yaiba. Ban đầu cậu là một học sinh trung học có năng khiếu kiếm thuật, nhưng khi trận đấu của cậu và Yaiba kết thúc với kết quả hòa, cậu đã tập luyện nặng nhọc hơn. Cậu cuối cùng cũng tìm ra một hầm nhà bí mật chứa những bức tượng của Thiên Lôi và Phong Quỷ và Phong Quỷ đang nắm giữ một thanh gươm. Sau khi sử dụng thanh Phong Quỷ Kiếm, cậu bị ám, mọc lên hai cái sừng trên đầu và trở thành hiện thân của Phong Quỷ. Mặc dù cậu dùng thanh Phong Quỷ Kiếm, cậu đưa nó cho Yaiba sau khi tìm được "Mao-Ken" – thanh Huyền Nguyệt Kiếm (cũng cần chú ý rằng trông cậu khá giống với nhân vật Tenshinhan trong "Dragon Balls" với một dấu chấm màu đen trên trán thay vì con mắt thứ ba). Giống như mọi kẻ hung ác khác, Onimaru có một đạo quân những kẻ nô lệ, chúng chẳng có gì khác ngoài cơ thể người màu đen với mắt, miệng và một chiếc sừng mọc thẳng đứng từ giữa đầu. Cần phải nói thêm là bọn quỷ này đôi khi khá thân thiện khi xuất hiện trong các đoạn hài. Onimaru trở thành người cai trị Nhật Bản khi cậu ta điều khiển nghị viện Nhật Bản. Điều này giải thích tại sao những nhà cầm quyền không bao giờ làm phiền 2 thế lực hùng mạnh với những vũ khí kì quái.

### Miyamoto Musashi
Samurai huyền thoại 400 năm tuổi Miyamoto Musashi (宮本 武蔵 Cung Bản Võ Tàng) đã tự nguyện bảo vệ thanh Thiên Lôi Kiếm và sống ẩn dật khá gần nó (mặc dù điều này dường như mâu thuẫn với việc thanh Thiên Lôi Kiếm tự mình có thể giật chết những vị khách không mời mà tới). Từ khi sống trên núi, ông chỉ dạy một người và bắt đầu dùng 2 thanh gươm vì tuổi già. Giống mọi ông già khác, ông rất phóng đãng. Ông là thầy của Yaiba, đặc biệt là trong việc điều khiển quả cầu Sấm Sét.

### Kaguya-hime
Đây là địch thủ thứ hai của Yaiba, cô ta là Nữ hoàng của Mặt Trăng và là người cai trị một loài người-thỏ sống trên Mặt Trăng. Không giống như những dân cư khác của Mặt Trăng, tất cả đều là thỏ có hình dạng con người, cô ta là con người và ăn mặc như con thỏ biểu tượng của tạp chí Playboy. Cô ta thức tỉnh sau khi cảm nhận năng lượng tỏa ra từ quả cầu của Rồng của Yaiba và tiến hành một cuộc xâm lược Trái Đất trên những con tàu vũ trụ có hình cây tre. Kaguya-hime đã chinh phục thế giới 1000 năm trước đó, nhưng thầy tu của Rồng thiêng đã đánh bại cô ta bằng cách cắt rời 2 tai của cô ta và niêm phong chúng trong linh hồn của Nữ tu Rồng và mỗi Nữ tu Rồng đứng xếp hàng sau đó. Kaguya có nhiều đặc tính của Gaki, một dạng linh hồn ma cà rồng, vì vậy cô ta cần phải có linh hồn của nhiều cô gái trẻ để duy trì tuổi trẻ và sức mạnh của mình. Một nụ hôn đơn giản của Kaguya sẽ hút cạn tuổi trẻ và sinh lực của những cô gái trẻ và nạp lại năng lượng cho Kaguya trong một thời gian, trong bao lâu thì tùy thuộc vào việc cô ta tiêu tốn bao nhiêu năng lượng cho việc phá vỡ thế giới. Kaguya có những nô lệ của riêng mình, bao gồm một đoàn quân thỏ lông xám, với số lượng không giới hạn, mặc comple và đeo kính mát chỉnh tề, trông rất giống với Yakuza. Chúng lịch sự một cách khó tin, thậm chí với cả tù nhân của chúng, mặc dù chúng hoàn toàn trung thành với Kaguya.

Trong một trong những lần đối mặt, Kaguya niêm phong Onimaru trong một khối đá, rất giống với cách mà Han Solo đã bị đóng băng trong Carbonite trong "Chiến tranh giữa các vì sao". Cô ta thậm chí gọi chiêu đó là "Tia Carbon đông cứng" và nó biến Onimaru thành một bức tượng.

## Các nhân vật khác

### Sasaki Kojiro
Sasaki Kojiro (佐々木 小次郎 Tá Tá Mộc Tiểu Thứ Lang) đã chết một thời gian dài, đã bị đánh bại, bị giết trong một trận quyết đấu và được chính tay Musashi chôn cất. Tuy nhiên ông đã được Onimaru hồi sinh với điều kiện ông phải giết Yaiba. Sau khi bị Yaiba đánh bại trong khi cậu dùng quả cầu Sấm Sét, ông đã trở thành bạn của họ thay vì phải đánh họ. Chỉ có một khoảng thời gian duy nhất ông trở lại với Onimaru, và ông đã nhanh chóng quay lại với Yaiba sau khi vô tình đánh đồng minh của mình. Kojiro dùng một thanh gươm bị bỏ bùa, nó mọc dài ra theo ý ông. Giống như Musashi, ông cũng là một ông già khá phóng đãng.

### Yagyū Jūbei
Yagyū Jūbei (柳生 十兵衛 Liễu Sinh Thập Binh Vệ) được Onimaru hồi tỉnh và đã đánh bại Sasaki Kojiro bằng cách đá thanh gươm mở rộng hết cỡ của Kojiro thẳng đến nhà của Mine Sayaka. Trước khi Jubei đánh bại Yaiba, Musashi đã hét vào mặt anh ta và rút anh ta ra khỏi sự tấn công để gia nhập vào nhóm của Yaiba. Onimaru đã không biết rằng Jubei là học trò của Musashi. Anh ta có ý định tự sát vì đã cam kết sẽ mổ bụng nếu phạm phải một lỗi lầm hoặc cảm thấy bản thân đã làm điều gì đó ô danh. Khi Jubei uống say vì Musashi đã ép anh ta uống rượu sake, Onimaru đã lợi dụng cơ hội và triệu tập một con quỷ trong khi Jubei đang say nhằm biến anh ta trở thành vua chó sói có khả năng giết chóc tương tự (mặc dù được nâng cao lên một bậc) như Jubei bình thường nhưng thích giết chóc và uống rượu sake. Anh ta có thể trở lại thành Jubei khi gặp lạnh, nhưng khi uống rượu, anh ta sẽ biến thành vua chó sói.

### Tsukikage
Là tướng quân tổng chỉ huy của đội quân Thỏ, Tsukikage là một con thỏ có hình người, được Kaguya hoàn toàn tin tưởng và ủy thác toàn quyền hành động. Giống mọi con thỏ trên Mặt Trăng khác, anh ta có thể bay, và có năng lực "Gatai", tức là làm tan chảy, với các vật thể khác hoặc thậm chí với người khác. Anh ta giỏi lạ thường, điều này thường không xảy ra trong các buổi diễn trên truyền hình, và luôn khoan dung với những cơn thịnh nộ thất thường của Kaguya với sự kiên nhẫn vô bờ. Nhiều lần, Kaguya trao cho Tsukikage cây quạt của mình, một biểu tượng cho thẩm quyền của cô ta và nó cũng tập trung một vài năng lực của Kaguya. Cây quạt cho phép Tsukikage tạo ra những cú nổ năng lượng màu hồng - một điểm đặc biệt của Kaguya. Tsukikage chỉ có ý kiến với duy nhất một lệnh của Kaguya, đó là ra lệnh thả Gekko ra khỏi nhà tù để chiến đấu với Yaiba.

### Tướng quân Mangetsu
Là một trong những tướng quân dưới quyền Tsukikage, thèm muốn chức vụ của Tsukikage. Hắn là một con thỏ khổng lồ với vẻ ngoài ác độc, mặc một kiểu đồng phục khác thường với những tướng quân còn lại. Điều này cho thấy rằng hoặc hắn là một tướng quân của một nhánh khác của "Quân đội Mặt Trăng" hoặc tất cả các tướng quân khác có cấp bậc cao hơn hắn. Hắn ta đặt ra một kế hoạch giao Yaiba cho Thỏ Ngọc nhưng thất bại. Sau đó Mangetsu quyết định thực hiện một hành động táo bạo bằng cách tấn công Yaiba trực tiếp. Cuộc chiến kết thúc trong một nhà hàng hải sản nơi hắn giải thích "sức mạnh thực sự của cư dân Mặt Trăng" bằng cách khua gươm trước một con tôm hùm và hô "Gatai". Khi làn khói tan hết, Mangetsu bây giờ có một phần là tôm hùm, với đôi càng, một bộ giáp màu đỏ lấp lánh, và (như mọi con thỏ đều có) một cặp tai thỏ lớn. Lần thử tiếp theo của Mangetsu là với một bồn khí propane, thứ cho hắn năng lực để thở ra lửa. Yaiba đánh bại hắn bằng cách kết hợp quả cầu "Biến to" và quả cầu "Lửa" mà cậu kiếm được trong trận này, và nổ cho Mangetsu bay tuốt trở về căn cứ Mặt Trăng. Vì sự thất bại này, Thỏ Ngọc đã phân hủy hắn.

### Gekko
Là con thỏ màu đen duy nhất trên Mặt Trăng, Gekko đã bị ức hiếp như một đứa bé. Chỉ có duy nhất một con thỏ bảo vệ Gekko là Tsukikage, và vì vậy một tình cảm anh em đã nảy sinh giữa 2 người. Gekko thường gọi Tsukikage là "Aniki", nghĩa là "anh trai". Cách Gekko ăn mặc cũng tương tự như Tsukikage và hắn có một vết sẹo ngay trên mắt làm cho nó luôn nhắm lại. Những chiến thuật của Gekko, không giống với bất cứ tướng quân nào khác từng được gởi đến để chống lại Yaiba, đều tàn nhẫn và trực tiếp. Gekko không hề khoan nhượng và bắt đầu cuộc tấn công của mình tại nhà của Sayaka trong khi họ đang ăn tối. Một khi đã xác định rằng không thể đánh Yaiba mà không dùng đến vài vũ khí thần kì, Gekko đến "Xà lim số 66" và tháo xích cho thanh gươm Mao-Ken, thứ chịu trách nhiệm cho việc đã biến Mặt Trăng từ một rừng tre tươi tốt thành một mảnh đất hoang tàn. Sự giỏi giang và sức mạnh của Gekko khi có thanh Mao-Ken trong tay đã buộc Yaiba và Onimaru phải hợp lực để chống lại hắn. Khát khao chiến thắng của Gekko mãnh liệt đến độ hắn sẵn sàng giết cả những con thỏ khác, mặc dù điều này hoàn toàn có thể sẽ đưa hắn vào tù.

### Dengumo
Là con yêu nhện nhiều chân Dengumo, là tay chân của Onimaru. Hắn tính toán chi phí tài trợ cho những dự án kỹ thuật cao. Sau khi Onimaru bị biến thành bức tượng lúc chạm trán Kaguya-hime, Dengumo đến ở với Yaiba trong khi vẫn trung thành đánh bóng chủ nhân của mình. Trong những chương trình chiếu trên TV, Dengumo được gọi là "Kumo-Otoko". Đây là nhân vật ngu ngốc và tạo ra khá nhiều tình tiết  dở khóc dở cười. Sau khi onimaru bị yaiba chém gãy sừng và trục xuất quỷ khí, dengumo và tất cả bát quỷ do onimaru hồi sinh đều trở về hình dạng những con thú bình thường.

### Kagetora
Là người bạn cọp của Yaiba. Nó giúp Yaiba trong quá trình tập luyện và để Yaiba cưỡi mỗi khi cần đến tốc độ. Nó cũng thể hiện trí thông minh cao hơn Yaiba khi chơi trò oẳn tù tì. Nó được tìm thấy ở ngọn núi mà 2 cha con Yaiba sinh sống. Đây là một trong ba nhân vật thú trung thành nhất của Yaiba và xuất hiện gần như là nhân vật thứ chính. Trong tác phẩm, tên thân mật là Gao.

### Shounosuke
Shounosuke (庄之助 Trang Chi Trợ) là người bạn kền kền của Yaiba. Nó giúp Yaiba trong quá trình tập luyện và để Yaiba cưỡi mỗi khi cần phải bay. Giống như Kategora, nó cũng được tìm thấy ở ngọn núi mà 2 cha con Yaiba sinh sống. Là người bạn thú xuyên suốt các tập truyện, kền kền còn có tên thân mật là Coóc

### Geroda Gerozaimon
Con ếch yêu tinh đầu tiên trong số những con quỷ của Onimaru tấn công Yaiba, và đã bị Yaiba đánh bại khi Yaiba gọi những người bạn rắn của mình. Khi con quỷ thứ hai đến và báo tin rằng Gerozaimon đã bị Onimaru vất đi vì sự vô dụng của mình, Gerozaimon đang được Yaiba xem là bạn. Gerozaimon dùng cái rìu của mình trong trận chiến. Anh ta cũng thể dùng cái lưỡi của mình có thể dùng để chống lại con quỷ tắc kè hoa (Napoleong Tắc Kè Bông - Nhị Thập Thiên Vương) tốt như thế nào. Trong anime, cách nói của anh ta luôn khiến anh ta luôn bắt đầu và kết thúc bất cứ câu nào cũng đều bằng cụm từ "Gerro". Trong phiên bản tiếng Việt, tên thân mật của Gero là Ộp. Cũng như dengumo và các bát quỷ khác, sau khi onimaru bị trục xuất quỷ khí ra khỏi người, gero và tất cả bát quỷ do onimaru hồi sinh đều trở về hình dạng những con thú bình thường.

### Kurogane Kenjurõ
Kurogane Kenjurõ (鉄剣 十郎 Thiết Kiếm Thập Lang) là cha của Yaiba. Ông chỉ xuất hiện trong một kì duy nhất của bản anime, tại kì này trong manga thì ông đi cùng với Yaiba đến Tokyo. Ông không ở lâu mà thỉnh thoảng quay lại để thăm nom Yaiba.

## Tương quan
Những mối liên quan với các tác phẩm khác
- Dường như "Yaiba" được truyền cảm hứng từ "Dragon Ball". Cả hai manga đều có mở đầu là những cảnh hài hước, vui nhộn, nhưng càng về sau thì mạch truyện trở nên nghiêm túc hơn và có nhiều pha hành động hơn.
- Cần chú ý rằng, trong thế giới của Yaiba, có khỉ đột to cỡ King Kong, cọp và chim kền kền ở Nhật Bản.

Mặc dù Yaiba bây giờ đã trở thành một anime ít được biết đến, nó thỉnh thoảng vẫn có những xuất hiện ngắn trong những tác phẩm khác như "Thám tử lừng danh Conan".
- Trong "Thám tử lừng danh Conan" tập 2, phần 3, Yaiba đã xuất hiện trong một chương trình mà Conan đang xem.
- Trong "Thám tử lừng danh Conan" tập 10, phần 6, Conan đang xem lướt qua vài quyển sách trong khu trẻ em ở thư viện. Một trong số đó có tựa đề là "Yaiba", có liên quan đến cả Yaiba và "Magic Kaito"
- Trong kỳ 7, Conan đang chơi Game Boy, và nhân vật trong game của Conan là Yaiba.
- Trong kỳ 25, địch thủ chính của Yaiba, Takeshi đã xuất hiện trên bao bì của một trò chơi khác.
- Những người bạn đồng hành của Conan trong nhóm thám tử nhí rất hâm mộ một series được gọi là "Yaiba mặt nạ", một mối liên quan nữa đến "Yaiba".
- Có một bản OVA đặc biệt gồm có cả ba tác phẩm nổi tiếng nhất của Gosho Aoyama trong một cuộn phim: "Conan vs KID vs Yaiba".
- Trong kỳ cuối cùng trước khi Musashi TV đóng cửa, có một bản chibi của Edogawa Conan và Mori Ran trong TV.
- Chiếc điện thoại di động của Mori Ran trong "Thám tử lừng danh Conan" có đồ phụ tùng hình con sâu róm (là một trong những bát quái mà Yaiba kết bạn) ở cuối dây đeo điện thoại.
- Trong "Magic Kaito", Kaito Kid có một lần đi đến nhà của Sayaka Mine và đánh với Yaiba và Miyamoto Musashi.

Trong tập 24, có một nam sinh nói Kaito với Nakamori thành một cặp. Có vẻ như Sayaka Mine học chung trường với Kaito Kuroba trong "Magic Kaito".
- Trong "Thám tử lừng danh Conan" chap 869 có nhắc đến 1 game Yaiba và thanh "Bá Vương Kiếm" của Yaiba